# Charchilla
Charchilla är en kommun i departementet Jura i regionen Bourgogne-Franche-Comté i östra Frankrike. Kommunen ligger i kantonen Moirans-en-Montagne som tillhör arrondissementet Saint-Claude. År 2022 hade Charchilla 287 invånare.

## Befolkningsutveckling
Antalet invånare i kommunen Charchilla
Referens:INSEE